# Hosoda Hiroyuki
Hosoda Hiroyuki (細田 博之 (Tế Đằng Bác Chi) 5 tháng 4 năm 1944 – 10 tháng 11 năm 2023) là một chính khách người Nhật Bản. Ông là Nghị viên Chúng Nghị viện từ 1990 đến nay, từng là Chánh Văn phòng Nội các trong nội các Koizumi Junichirō từ 2004 đến 2005, Tổng thư ký Đảng Dân chủ Tự do từ 2008 đến 2009, và từng là người đứng đầu phái Hosoda trong nội bộ Đảng Dân chủ Tự do 2021. Ngày 10 tháng 11 năm 2021, ông nhậm chức Nghị trưởng Chúng Nghị viện Nhật Bản. Ngày 13 tháng 10, ông tổ chức một cuộc họp báo giải thích lý do từ chức, do có mối quan hệ với cựu Giáo hội Thống nhất, cáo buộc quấy rối tình dục, v.v.
Ông qua đời tại Tokyo chỉ sau vài tuần từ chức vào ngày 10 tháng 11 năm 2023, thọ 79 tuổi.